# Bernt Wilson
Bernt Lidovig Wilson (i riksdagen kallad Wilson i Söderhamn), född 30 januari 1870 i Stavnäs socken, Värmlands län, död 2 februari 1919 i Söderhamn, var en svensk fabrikör och riksdagsman (liberal).
Wilson, som var son till en bruksarbetare, var valsverksarbetare vid Högbo bruk utanför Sandviken 1890–1894, avlade sistnämnda år folkskolelärarexamen och var därefter folkskollärare i Söderhamn intill 1905. Han blev disponent vid AB Söderhamns Vattenfabrik 1901 och drev från 1905 tekniska fabriken Nordstjernan i Söderhamn (som efterträdare till dess grundare Birger Fogelberg). Han var ordförande i Söderhamns köpmannaförening 1913–1918.
Wilson var riksdagsledamot i andra kammaren för Söderhamns valkrets 1909–1911, och tillhörde i riksdagen Frisinnade landsföreningens riksdagsgrupp Liberala samlingspartiet. I riksdagen var han bland annat suppleant i bevillningsutskottet 1911. Han engagerade sig i bland annat tullfrågor.